# Nissàcies

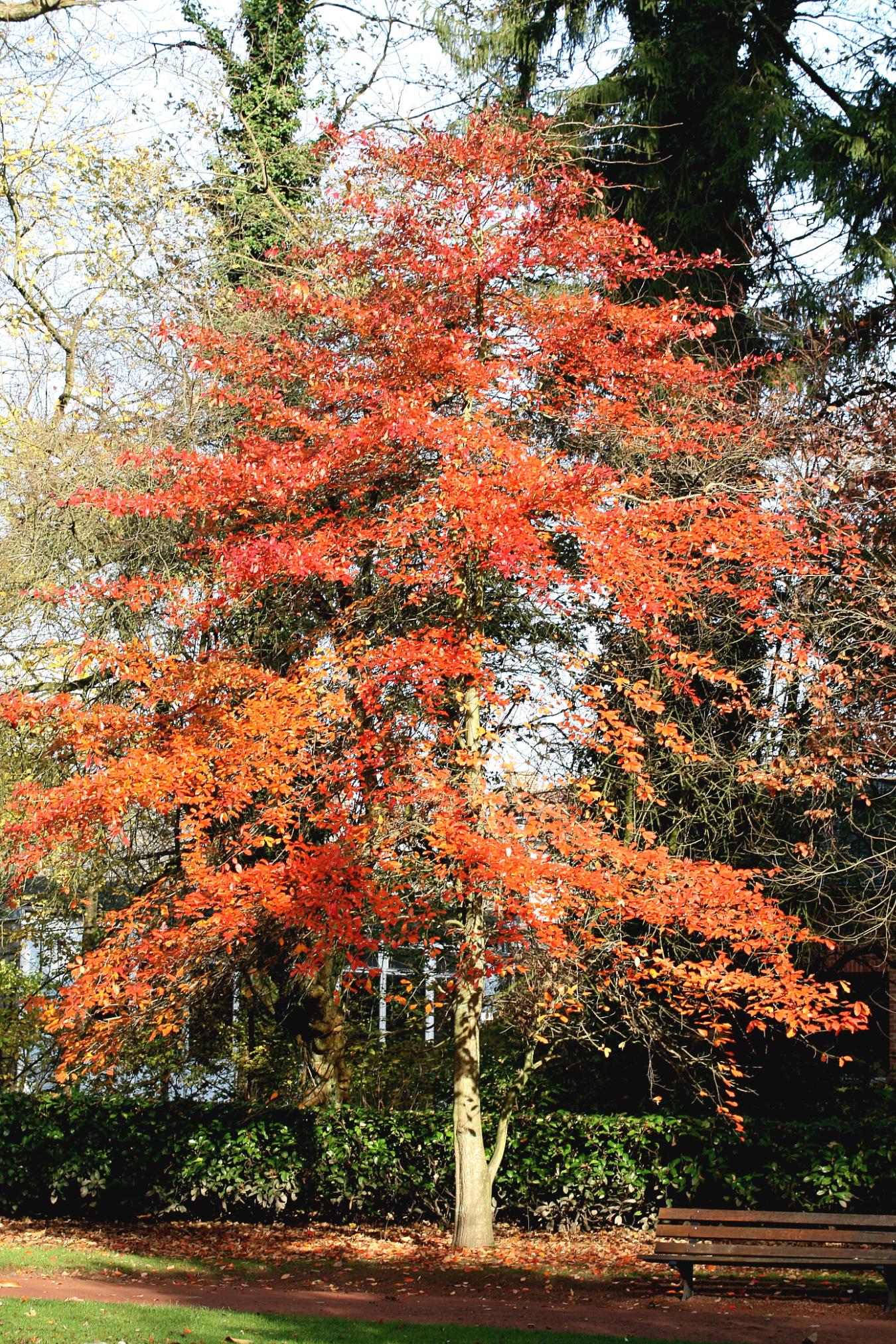
Nyssa sylvatica

Les nissàcies (Nyssaceae) són una família de plantes angiospermes de l'ordre de les cornals (Cornales), dins del clade de les astèrides.
Conté més de 30 espècies, agrupades en cinc gèneres. Inclou espècies natives de l'est d'Amèrica del Nord, del sud de la Xina, Indoxina i Malèsia, amb presència a Amèrica Central i l'extrm sud del subsontinent indi.

## Descripció
Són arbres o arbusts dioics o polígam-monoics (amb individus amb flors unisexuals i hermafrodites). Les fulles són simples, amb estípules i es disposen de manera alternada. Les flors són pentàmeres, les masculines s'agrupen en inflorescències en pseudant, en umbel·la o racemoses, les femenines i les hermafrodites poden solitàries o agrupades en pseudants. La corol·la pot mancar o tenir entre 5 i 10 pètals. A les flors masculines l'androceu és format per 10 o més estams en dos verticils. Al gineceu l'ovari és ínfer, amb un nombre de lòculs que oscil·la entre un i 8, cadascun amb un sol òvul. El fruit és una drupa que conté entre una i cinc llavors.

## Taxonomia
Aquesta família va ser publicada per primer cop l'any 1829 a l'obra Analyse des Familles de Plantes: avec l'indication des principaux genres qui s'y rattachent del botànic francès Barthélemy Charles Joseph Dumortier (1797-1878) però atribuïda al també botànic francès Antoine-Laurent de Jussieu (1748 – 1836).

### Gèneres
Dins d'aquesta família es reconeixen els cinc gèneres següents:
- Camptotheca Decne.
- Davidia Baill.
- Diplopanax Hand.-Mazz.
- Mastixia Blume
- Nyssa Gronov. ex L.

Tots els gèneres són exclusivament asiàtics, excepte Nyssa que també és present a Amèrica del Nord i Central.
El gènere fòssil extint Mastixicarpum, molt similar a Diplopanax.

## Història taxonòmica
En algunes classificacions, Davidia fou separada en la seva pròpia família, les Davidiaceae. Diplopanax i Mastixia també de vegades han estat separades en la família Mastixiaceae.
La família Nyssaceae havia estat reconeguda pels sistemes de classificació antics, com ara el sistema Cronquist (1981), però no ho fou per les modernes classificacions APG fins a la seva quarta versió, (APG IV, 2016), tant APG I (1989) com APG II (2003) i APG III (2009) van incloure els seus components dins de al família de les cornàcies.